# Sirabia
Sirabia är ett släkte av skalbaggar. Sirabia ingår i familjen vivlar.
Kladogram enligt Catalogue of Life:
| Sirabia | \| \| Sirabia undulata \| \| \| \| |
|         | \| \| Sirabia undulata \| \| \| \| |
|         | Sirabia undulata                   |
|         |                                    |